# Зерновой (Краснодарский край)
Зерновой — посёлок в Ленинградском районе Краснодарского края Российской Федерации.
Входит в состав Первомайского сельского поселения.

## География

### Улицы
- ул. Клубная,
- ул. Луговая.

## Население
| 2002 | 2010 |
| ---- | ---- |
| 81   | ↘49  |